# 生徒会にも穴はある!
『生徒会にも穴はある！』（せいとかいにもあなはある）は、むちまろによる日本の漫画作品。『週刊少年マガジン』（講談社）にて、2022年22・23合併号より連載されている。略称は「生穴る」。学校の生徒会を舞台にした作品である。ほぼ一話完結のショート4コマ漫画。2025年3月時点で累計部数が150万部を突破している。
メディアミックスとして、テレビアニメ化が発表されている。

## 沿革
2022年4月27日発売の『週刊少年マガジン』2022年22・23合併号より連載を開始。連載開始時にはかつて同誌で『生徒会役員共』を連載していた氏家ト全が本作への応援メッセージを寄せている。同年9月14日発売の同誌42号にて、本作の単行本第1巻を発売した企画を展開。描きおろしの4コマが10本掲載され、大暮維人、五十嵐正邦、クール教信者、丈、ちょぼらうにょぽみ、名島啓二、ナナシ、ニャロメロン、nanco、fu-taが漫画を執筆。同年10月、同誌にて「めざせNo.1ヒロイン！ 週マガラブコメヒロイン総選挙」の企画を実施。本作は陸奥こまろがトップ7入りを果たす。後に東京メトロの護国寺駅周辺にて、陸奥を含む7人の特製広告が展開された。
2023年1月11日発売の同誌6号では、noncoの『カナン様はあくまでチョロい』第2巻の発売を記念した企画が展開され、本作も参加し、同作とコラボレートを果たす。同年8月9日発売の同誌36・37合併号では、本作の単行本第4巻の発売を記念した企画を展開。石見やそや、ヴァニラ、鹿成トクサク＆無敵ソーダ、かにかま、きゃた、澤田コウ、西義之、福地カミオ、まぜたま、ろんなが本作の登場人物を題材とした描きおろし4コマ漫画を執筆。同号では本作とにゃんにゃんファクトリーの『ヤニねこ』とのコラボレート漫画も掲載。同作とのコラボレート漫画は、同年8月7日発売の『週刊ヤングマガジン』36・37合併号にも別の話を掲載。同年8月31日に発表された「次にくるマンガ大賞 2023」コミックス部門で1位を獲得。
2024年3月6日発売の『週刊少年マガジン』14号では、単行本の累計発行部数が100万部を突破したことを記念し、カンザリンが陸奥こまろのイラストを描きおろし、イヌ息子、鬼無サケル、ゴゴゴ、御免なさい、氷川翔、またんごむによる描きおろし漫画も掲載されている。同年7月10日発売の同誌32号では単行本第7巻の発売を記念して、桜場コハル、駿河クロイツ、頭巾猫、浜田よしかづ、偽BEなんとか、山本崇一朗による描きおろし4コマ漫画を掲載。同日には監督・龍輪直征、キャラクターデザインと作画監督と絵コンテと演出・今村亮、メインアニメーター・沖浅利によるアニメPVが公開されている。
2024年9月2日発売の『週刊ヤングマガジン』40号では原作：鹿成トクサク、作画：無敵ソーダによる『みょーちゃん先生はかく語りき』と本作がコラボレートした漫画を掲載。
2025年4月27日にテレビアニメ化が発表された。

## 登場人物
水之江 梅（みずのえ うめ）
本作の主人公。文系は優秀だが、理数系の成績は悪い。高等部1年。
照井 有栖（てるい ありす）
生徒会会計。美人。判断力と行動力がある。高等部2年。
尾鳥 たん（おとり たん）
生徒会広報。美少年だが、生意気な性格。中等部3年。
古都吹 寿子（ことぶき ひさこ）
生徒会長。成績優秀でスポーツ万能。スタイルや性格がよいが、ムッツリな性格。高等部3年。
陸奥 こまろ（みちのく こまろ）
生徒会庶務。小動物系な少女。高等部1年。
平塚 敏深（ひらつか さとみ）
梅の担任。ズボラな性格。

## 作風
ライターの古林恭によると、キャラクターによるドタバタ劇は単純な構造ではなく、コメディ回の後にシリアスな話が挿入されるなど、「背景が描かれることで、登場人物の生々しさや奥行きが増してくる」作品となっている。ラブコメが本作において大きな要素となっている。古林は本作について、登場人物による笑い、シリアスな背景、ラブコメが「ショートマンガであるぶん、煮詰まって濃くなっているのかもしれない」と評している。

## 制作背景
作者のむちまろは、前作の『世が夜なら！』の執筆時には、ネームを完成させられないことにより原稿を仕上げるペースに苦労していた。しかし担当編集者のひらつかから「もっと編集者を頼っていい」と言われたことがきっかけで、面白くないネームでも提出し、担当と相談しながら作品作りを行うようになり、本作は安定して連載を行っている。

## 書誌情報
- むちまろ『生徒会にも穴はある！』講談社〈KCデラックス〉、既刊10巻（2025年7月16日現在）
  1. 2022年9月16日発売[18]、ISBN 978-4-06-529086-6
  2. 2022年12月16日発売[19]、ISBN 978-4-06-529991-3
  3. 2023年4月17日発売[20]、ISBN 978-4-06-531235-3
  4. 2023年8月17日発売[21]、ISBN 978-4-06-532610-7
  5. 2023年11月16日発売[22]、ISBN 978-4-06-533514-7
  6. 2024年3月15日発売[23]、ISBN 978-4-06-534862-8
  7. 2024年7月17日発売[24]、ISBN 978-4-06-536133-7
  8. 2024年11月15日発売[25]、ISBN 978-4-06-537043-8
  9. 2025年3月17日発売[26]、ISBN 978-4-06-538704-7
  10. 2025年7月16日発売[27]、ISBN 978-4-06-540003-6
- むちまろ『生徒会にも穴はある！ 公式イラストブック『藤成学園活動日誌』』講談社〈KCデラックス〉、2024年11月15日発売[28]、ISBN 978-4-06-537647-8
- むちまろ『生徒会にも穴はある！ 公式フルカラー版『生穴せれくしょん！』』講談社〈KCデラックス〉、既刊1巻（2025年7月16日現在）
  1. 2025年7月16日発売[29]、ISBN 978-4-06-540405-8

## テレビアニメ
2025年4月にテレビアニメ化が発表された。

### スタッフ
- 原作 - むちまろ[5]
- 監督 - 龍輪直征[5]
- キャラクターデザイン - 今村亮[5]
- シリーズ構成・脚本 - 横谷昌宏[5]
- 制作 - パッショーネ[5]